# 南苗
南苗（Nan Miao，1992年5月11日—），台灣女演員和模特兒。南苗出生於台灣台北市，從小在上海居住，高中就讀台北市內湖高中，大學就讀中原大學室內設計系。大學時期受雙胞胎哥哥就讀實踐大學的同學邀請，而開始走上服裝設計伸展台、拍攝服裝廣告。2015年南苗以模特兒身分簽約出道，2016年6月30日即被大陸網友票選「尋找初現之美」最具人氣文藝氣質女孩出席北京代言TCL750初現手機，該代言廣告甚至遠至土耳其拍攝。 
2018年起，南苗轉戰戲劇圈朝演員身分發展，接拍騰訊電影《你不是一個人》演出冷血AI機器人女主角手機女；同年更獲得主演由亞洲知名導演彭文淳親自編導的電影長片《今宵多珍重》（Precious is the night）正式跨足大螢幕，電影《今宵多珍重》於獲得第57屆金馬獎入圍最佳造型獎、最佳攝影獎。

## 早期生活
南苗從小在上海居住多年，高中就讀台北市內湖高中，大學就讀中原大學室內設計系。大學期間因為雙胞胎哥哥就讀實踐大學，被哥哥校友同學邀請走上服裝設計伸展台、拍攝服裝廣告。進而被經紀公司挖掘簽約，陸續在中港台兩岸三地拍攝眾多廣告作品。

## 演藝經歷
最初簽約時，經紀公司大手筆請來憑著電影《七月與安生》獲得金馬獎最佳攝影大師余靜萍為南苗掌鏡拍攝宣傳劇照。
2015年偶然間嘗試了拍攝小時光麵館微電影，該作品在第六十三屆素有「廣告奧斯卡獎」之稱的坎城國際創意節中贏得娛樂獎類別金獅獎及銀獅獎、亞洲創意節品牌娛樂類全場大獎等獎項、亦獲得了2015年《4A創意獎》。南苗從此和重量級創意廣告導演解下不解之緣，所有邀約她拍攝演出的廣告都是4A等級。

2016年中國知名手機品牌TCL票選「尋找初現之美」最具人氣文藝氣質女孩，南苗從四千多名女生徵選資料中脫穎而出代言TCL 750手機（宛如初現），更受邀遠至土耳其拍攝廣告以及親自飛至北京出席代言記者會。當時，品牌耗資數千萬人民幣預算推廣宣傳，南苗清新短髮的面容佔據了所有一二線城市各大機場、車站、戶外廣告、電影院、入口網站廣告⋯⋯等，一句「宛如初現」的深刻印象奠定南苗的空靈特質。因此被稱為「文青女神」，甚至有文章形容她是靈魂充滿仙氣的女子。
同年中國知名廚具品牌方太也找上南苗合作了洗碗機、抽油煙機、烤箱三品項的廣告，此系列廣告由知名導演何男宏掌鏡，當時正逢中國中秋佳節團聚之季，強勢的廣告宣傳將文青新女神南苗的地位推至頂峰，2016年這一年是24歲南苗豐收的一年。
隔年，2017年香港黑人牙膏品牌推出了全亮白稻萃淨白配方，更是提出希望親見南苗露齒一笑的代言廣告腳本，南苗更是為了品牌獻出第一次舞蹈，在米堆中與女孩們活潑開心的跳耀，成為了米白女孩。
2018年七月在經紀公司的鼓勵與栽培之下，南苗終於鼓起勇氣嘗試到廣州演出第一部電影《你不是一個人》，在電影裡她飾演女主角手機女孩。男主角阿木（石承鎬飾演）因為早逝的父母從小為他買了單身保險，在25歲以前沒有交過任何一個女朋友，就可以獲得單身保險的理賠以及一顆變身戒指，阿木只要將戒指戴在手指上，手持任何一個物品，都可以變成一個女孩。南苗飾演的手機女孩因為最懂阿木的心，毫不費力奪走阿木的關愛；手機女因為想報復人類過度使用科技手機，所以發狠想消滅人們。誰也沒想到，南苗看似文弱，卻可以扮演剛強冷冽的科技殺手。2019年三月底，電影經由騰訊獨家發佈，在中國、香港造成轟動，媒體邀約採訪不斷。南苗甚至在港媒報導中說出只有溫柔可靠的大男人才是她親睞的類型，以及未來希望可以接拍古裝戲劇。

曾經被金馬獎最佳攝影大師余靜萍所掌鏡拍攝之宣傳劇照，南苗溫婉的旗袍身影受到金城武的御用廣告導演彭文淳大師喜愛（他曾因為「歌舞中國」獲得金馬獎最佳紀錄片入圍獎項）進而受邀至新加坡拍攝電影《今宵多珍重》。故事設定在1960年代的新加坡，南苗飾演女主角小明星顧影，被當地富商老爺追求娶回作為二太太，看似獲得榮華富貴，背地裏卻有不為人知的禁錮以及寂寞。被安置在大宅院的顧影想追求自由與戀愛，與私家醫生（陳傳多飾演）決定私奔，讓自己成為了兇殺案的女主角。
2019年一月受邀夜店大亨庹宗康所主持以採訪正妹辣妹聞名的《國光幫幫忙之大哥是對的》節目參與主題《文青妹難征服—想不想知道藏在文青心裡的秘密？》在節目裡分享自己演藝的歷程、平時的生活，甚至立刻為節目寫出一篇散文送給《國光幫幫忙》書寫自己觀看演藝工作的心情：世界在重複，你也在重複，我也是⋯⋯像一部電影，固定的片長；特定的情節，訂製的臉孔，上演喜怒哀樂，總有幾個片段能夠進到你心裡。我以為自己可以成為別人的片刻，後來發現我誰也成為不了，我只能是我自己⋯⋯。也在節目分享自己平時寫的詩《光》：地球讓我生長其上，我們為自己生命發光的同時，它看見了自己的光。節目播出後，有數家出版社接觸洽談出書事宜。 
同年，南苗接拍了純黑白電影大作《最後的人》，此片為台灣藝術界新媒體裝置藝術的創新嘗試，獲得大力的讚揚，文藝、文青這兩個詞一直與南苗的名字相互連結。
2020年南苗所參演之電影《今宵多珍重》獲得第57屆金馬獎最佳攝影以及最佳造型獎入圍雙獎項。電影《今宵多珍重》 在金馬影展期間於台灣提前作出全球首度播映，此片已被國際電影發行公司滿滿額娛樂（MM2 Entertainment）購下，2021年於亞洲上映。
2020年11月21日南苗第一次走上了金馬紅毯，南苗的雪白膚色穿上粉亮禮服超級搶眼，禮服上每顆花紋中還有閃閃發亮的各種彩色水鑽，雖然是正式禮服但其實可愛又華麗，很適合南苗的外在個性，她也梳了簡單的髮型讓五官更突出又明亮。受到保養造型專家觀玲老師評選金馬57紅毯五美（第四名；男女綜合評比其第一名至第五名依序為桂綸鎂、徐若瑄、李霈瑜、南苗、劉冠廷）；肌膚美學專家凱鈞老師選出心目中的紅毯5美（第三名；女生評比其第一名至第五名依序為于子育、桂綸鎂、南苗、李霈瑜、陳淑芳）。更被時尚教主藍心湄之《女人我最大》節目《教主說紅毯》金馬五十七期紅毯點評之最美最帥誰會勝出!誇讚造型最美！

## 演出作品

### 電影
| 年份 | 播出頻道/首播平台                      | 劇名                                  | 角色   | 角色名稱 | 導演   | 合作演員               |
| 2019 | 騰訊視頻                               | 《你不是一個人 》                     | 女主角 | 手機女   | 鍾青   | 石承鎬、何紫妍、陳艾熙 |
| 2020 | 金馬影展 台灣金馬獎首映 香港亞洲電影節 | 《今宵多珍重》(Precious is the night) | 女主角 | 顧影     | 彭文淳 | 陳傳多、張子蕾、向雲   |

### 電視劇
| 年份 | 播出頻道 | 劇名         | 角色 | 角色名稱 | 導演   | 合作演員               |
| 2021 | 公視     | 《大債時代》 | 客串 | 美姊     | 廖士涵 | 林柏宏、李霈瑜、陳昊森 |

### 短片
| 年份 | 劇名                                                        | 角色   | 角色名稱 | 導演                     | 備註                             |
| 2018 | 《喃喃》                                                    | 女主角 |          | 黃品璇                   | 靜宜大學大眾傳播學系17th畢制影片 |
| 2019 | 《好久不見》                                                | 女主角 | 林瑋婷   |                          | 政大金勇影展開幕片               |
| 2019 | 《最後的人The last talk》 北藝大「Reentry再入」新媒體藝術展 | 女主角 |          | 台北藝術大學新媒體藝術系 | AI人工智慧互動式電影             |

### 音樂錄影帶
| 年份 | 歌手           | 作品       | 導演   | 角色/合作演員 |
| 2015 | 蔡旻佑         | 不如       | 余靜萍 | 女主角        |
| 2016 | 韋禮安         | 如果再見   | 黃中平 | 女主角        |
| 2016 | 武藝(大陸歌手) | 幸虧       | 黃中平 | 女主角        |
| 2017 | 光良           | 造天氣的人 | 吳仲倫 | 女主角        |
| 2017 | 魏如萱         | 清爽der    |        | 女主角        |

## 綜藝節目
| 節目日期   | 播放平台               | 播出節目                    | 節目主題                                                   |
| 2019/01/24 | 三立都會台、三立綜合台 | 《國光幫幫忙之大哥是對的 》 | 《文青妹難征服—想不想知道藏在文青心裡的秘密？》            |
| 2020/05/07 | 三立都會台             | 《型男大主廚 》             | 母親節海陸大餐!意見領袖陳為民奮身答題!還是會猛喝苦茶嗎???! |
| 2020/12/15 | 三立都會台、三立綜合台 | 《國光幫幫忙之大哥是對的 》 | 《導演都愛用她！影視圈最美綠葉》                           |

## 代言/廣告

### 廣告
| 年份 | 授權地區   | 品牌/作品                                 |
| 2015 | 台灣       | 統一小時光麵館系列-邂逅一碗牛肉麵篇微電影 |
| 2015 | 台灣       | 愛情公寓iPair app                         |
| 2015 | 台灣       | Lativ服裝                                 |
| 2016 | 台灣       | 雅芳超級面膜/新活超級肌因面膜             |
| 2016 | 大陸       | TCL750手機 宛如初現                       |
| 2016 | 大陸       | 方太廚具                                  |
| 2016 | 香港、台灣 | Hotels combined.com旅遊網站               |
| 2017 | 香港       | 黑人牙膏-全亮白淨白稻萃牙膏               |
| 2017 | 台灣       | 爽健美茶                                  |
| 2018 | 大陸       | 大陸雅居樂地產                            |
| 2018 | 台灣       | SONY RX100 III 相機                       |
| 2018 | 台灣       | 光泉米漿-經典美味篇                       |
| 2018 | 台灣       | 特力屋Hoi傢俱                             |
| 2018 | 台灣       | 無印良品服飾                              |
| 2019 | 全球       | 台灣觀光局                                |
| 2019 | 台灣       | LG全方位衣物護理專家                      |
| 2019 | 台灣       | 光泉豆漿                                  |
| 2020 | 台灣       | City Prima精品咖啡                        |
| 2020 | 台灣       | 福樂優酪乳<自然零篇>                      |
| 2020 | 台灣       | 綠藤生機-澄澈眼睛雙精華                   |

## 外部連結
- 南苗的Facebook專頁
- 南苗的Instagram帳戶
- 南苗的微博